# William Powell Frith
William Powell Frith (Aldfield, North Yorkshire, 19 de janeiro de 1819 – 9 de novembro de 1909), foi um pintor inglês especialista em retratos e narrativas da Era vitoriana, eleito para Academia Real Inglesa em 1852. Ele tem sido descrito como "o melhor pintor inglês de cenas sociais desde Hogarth,"